# Aube (Mosella)
Aube è un comune francese di 268 abitanti nel dipartimento della Mosella, regione del Grande Est.

## Società

### Evoluzione demografica
Abitanti censiti